# Kamil Łebkowski
Kamil Łebkowski (ur. 10 lutego 1988 w Żurominie) – polski zawodnik mieszanych sztuk walki (MMA). W latach 2013-2015 mistrz organizacji PLMMA w wadze piórkowej. Podczas zawodowej kariery walczył także dla FEN, ACB (aktualnie ACA) czy AFN.

## Życiorys
Sportową karierę zaczął na studiach w Białej Podlaskiej w klubie Dziki Wschód. Od czerwca 2011 roku walczący zawodowo. W 2016 roku najlepszy zawodnik MMA w Polsce w kategorii piórkowej (-66 kg). Obecnie trenuje w warszawskim klubie WCA Fight Team. Poza tym trener i współzałożyciel klubu Ludus w Żurominie.

## Osiągnięcia

### Mieszane sztuki walki
Zawodowe:
- 2011: Ring XF - Lightweight Elimination - 2. miejsce w turnieju wagi lekkiej
- 2013–2015: Mistrz PLMMA w wadze piórkowej (-66 kg)
- 2016: Najlepszy zawodnik MMA w Polsce w wadze piórkowej (-66 kg)[4]

Amatorskie:
- 2009: ALMMA 8 - 2. miejsce w kat. 72 kg[5]
- 2011: ALMMA 11 - 1. miejsce w kat. 72 kg[5]
- 2011: Mistrzostwa Polski Południowej / ALMMA 14 - 2. miejsce w kat. 73 kg

### Grappling
- 2015: ALMMA 89 - 2. miejsce w kat. 80 kg[6]

## Lista zawodowych walk w MMA
| Wynik     | Bilans    | Przeciwnik (bilans przed walką) | Rozstrzygnięcie                                                   | Runda | Czas | Rozgrywki                         | Data       | Miejsce          | Uwagi                                                                  |
| --------- | --------- | ------------------------------- | ----------------------------------------------------------------- | ----- | ---- | --------------------------------- | ---------- | ---------------- | ---------------------------------------------------------------------- |
| Przegrana | 19-15 (1) | Levan Kirtadze (13-4)           | TKO (ciosy pięściami)                                             | 1     |      | Strefa Walki Poniec               | 14.12.2024 | Poniec           | Limit umowny -73 kg. Main Event                                        |
| Nieodbyta | 19-14 (1) | Artur Sowiński (24-14. 2 NC)    | No contest (przypadkowe kolano Łebkowskiego w krocze Sowińskiego) | 2     | 3:06 | USWM 31                           | 07.07.2023 | Grajewo          | Eliminator do walki o pas mistrzowski USWM w wadze lekkiej. Main Event |
| Przegrana | 19-14     | Artur Sowiński (23-14. 2 NC)    | Decyzja (jednogłośna)                                             | 3     | 3:00 | CaveMMA 2: Resurrection           | 13.01.2023 | Jastrzębie-Zdrój | Debiut w CaveMMA. Limit umowny -73 kg. Zasady CaveRules. Superfight    |
| Przegrana | 19-13     | Jan Malach (13-12)              | Decyzja (niejednogłośna)                                          | 3     | 5:00 | East PRO Fight                    | 29.10.2022 | Koszyce          | Limit umowny -73 kg.                                                   |
| Wygrana   | 19-12     | Shtegu Vrajolli (6-2)           | TKO (ciosy pięściami)                                             | 2     | 2:24 | Super League MMA 4                | 17.09.2022 | Grimma           | Limit umowny -74 kg.                                                   |
| Przegrana | 18-12     | Adrian Kępa (8-7)               | Decyzja (jednogłośna)                                             | 3     | 5:00 | Armia Fight Night 12              | 26.02.2022 | Gliwice          |                                                                        |
| Przegrana | 18-11     | Patryk Duński (6-5-1)           | KO (cios lewy prosty i prawy sierpowy)                            | 1     | 0:17 | FEN 35: Lotos Fight Night Ostróda | 26.06.2021 | Ostróda          | Powrót do wagi lekkiej.                                                |
| Przegrana | 18-10     | Kacper Formela (9-4)            | KO (lewy sierpowy i ciosy pięściami w parterze)                   | 3     | 0:14 | FEN 29: Lotos Fight Night Ostróda | 22.08.2020 | Ostróda          |                                                                        |
| Przegrana | 18-9      | Adrian Zieliński (17-8)         | TKO (ciosy pięściami)                                             | 1     | 3:12 | FEN 24: All or Nothing            | 16.03.2019 | Warszawa         | Eliminator do walki o pas FEN w wadze piórkowej.                       |
| Wygrana   | 18-8      | Łukasz Demczur (6-3)            | Decyzja (jednogłośna)                                             | 3     | 5:00 | FEN 22: Poznań Fight Night        | 20.10.2018 | Poznań           |                                                                        |
| Wygrana   | 17-8      | Artur Stachniuk (4-0)           | Decyzja (jednogłośna)                                             | 3     | 5:00 | Ludus ARENA: Zawodowa Gala MMA    | 29.09.2018 | Żuromin          |                                                                        |
| Przegrana | 16-8      | Daniel Torres (6-3)             | Decyzja (jednogłośna)                                             | 3     | 5:00 | FEN 20: Next Level                | 10.03.2018 | Warszawa         |                                                                        |
| Przegrana | 16-7      | Sajchan Dżabraiłow (2-2)        | Decyzja (niejednogłośna)                                          | 3     | 5:00 | ACB 78: Young Eagles              | 13.01.2018 | Grozny           |                                                                        |
| Przegrana | 16-6      | Daguir Imawow (10-2-1)          | Decyzja (jednogłośna)                                             | 3     | 5:00 | FEN 18: Summer Edition            | 12.08.2017 | Koszalin         |                                                                        |
| Wygrana   | 16-5      | Saulius Bucius (13-11-1)        | TKO (ciosy w parterze)                                            | 1     | 3:06 | FEN 17: Baltic Storm              | 12.05.2017 | Gdynia           | Limit umowny -74 kg.                                                   |
| Przegrana | 15-5      | Gabriel Silva (6-0)             | Decyzja (jednogłośna)                                             | 3     | 5:00 | FEN 16: Warsaw Reloaded           | 11.03.2017 | Warszawa         | Bonus za walkę wieczoru. Main Event.                                   |
| Wygrana   | 15-4      | Piotr Hallmann (16-5)           | Decyzja (jednogłośna)                                             | 3     | 5:00 | FEN 13: Summer Edition            | 13.08.2016 | Gdynia           | Debiut w FEN.                                                          |
| Wygrana   | 14-4      | Yoshihiro Koyama (18-9-2)       | TKO (ciosy pięściami)                                             | 1     | 4:15 | WSOF Global Championship 2: Japan | 07.02.2016 | Tokio            |                                                                        |
| Wygrana   | 13-4      | Ashleigh Grimshaw (16-8-1)      | TKO (ciosy pięściami)                                             | 1     | 3:33 | Phoenix Fight Night 27            | 12.09.2015 | Bournemouth      |                                                                        |
| Wygrana   | 12-4      | Siergiej Semiżon (6-2)          | TKO (ciosy pięściami)                                             | 3     | 4:57 | PLMMA 49                          | 06.03.2015 | Łobez            | Obronił pas mistrzowski PLMMA w wadze piórkowej.                       |
| Wygrana   | 11-4      | Semen Tyrlya (11-9)             | TKO (kontuzja obojczyka)                                          | 1     | 5:00 | PLMMA 44                          | 21.11.2014 | Bieżuń           |                                                                        |
| Wygrana   | 10-4      | Carlos Prada (5-3)              | Decyzja (jednogłośna)                                             | 3     | 5:00 | PLMMA 40: MMA Cup V               | 18.10.2014 | Białystok        | Obronił pas mistrzowski PLMMA w wadze piórkowej.                       |
| Wygrana   | 9-4       | Rafał Czechowski (4-1)          | TKO (ciosy pięściami)                                             | 2     | 3:52 | PLMMA 28                          | 15.02.2014 | Bieżuń           |                                                                        |
| Wygrana   | 8-4       | Kamil Maroń (4-0)               | TKO (ciosy pięściami)                                             | 2     | 3:52 | PLMMA 25                          | 23.11.2013 | Chełm            | Zdobył pas mistrzowski PLMMA w wadze piórkowej.                        |
| Wygrana   | 7-4       | Dominik Cacko (1-1)             | Decyzja (jednogłośna)                                             | 3     | 5:00 | PLMMA 21                          | 21.09.2013 | Bieżuń           |                                                                        |
| Wygrana   | 6-4       | Sylwester Madej (2-2)           | Decyzja (jednogłośna)                                             | 3     | 5:00 | PLMMA 15                          | 28.04.2013 | Kielce           |                                                                        |
| Przegrana | 5-4       | Jacek Wójnicki (3-1)            | Decyzja (jednogłośna)                                             | 3     | 5:00 | PLMMA 14: Extra                   | 19.04.2013 | Legionowo        |                                                                        |
| Wygrana   | 5-3       | Sylwester Madej (1-1)           | TKO (Kolano w stójce i ciosy pięściami)                           | 2     | 4:33 | PLMMA 10                          | 29.12.2012 | Warszawa         |                                                                        |
| Wygrana   | 4-3       | Bartłomiej Kopera (2-1)         | Decyzja (niejednogłośna)                                          | 3     | 5:00 | Fighters Arena 3: Powrót          | 29.09.2012 | Łódź             | Debiut w wadze piórkowej.                                              |
| Przegrana | 3-3       | Mahomied Tulshajew (6-6)        | TKO (ciosy pięściami)                                             | 1     | 1:50 | PLMMA 3                           | 18.08.2012 | Biała Podlaska   |                                                                        |
| Przegrana | 3-2       | Jacek Kreft (0-0)               | Poddanie (duszenie gilotynowe)                                    | 2     | 0:52 | PLMMA 2                           | 26.05.2012 | Koszalin         |                                                                        |
| Wygrana   | 3-1       | Abumuslim Mutajew (1-0)         | Poddanie (dźwignia na staw łokciowy)                              | 1     | ?    | PLMMA 1                           | 28.04.2012 | Czaplinek        |                                                                        |
| Przegrana | 2-1       | Adam Golonkiewicz (5-2)         | Decyzja (jednogłośna)                                             | 2     | 5:00 | Ring XF - Lightweight Elimination | 11.06.2011 | Poddębice        | Finał turniejuRing XF w wadze lekkiej.                                 |
| Wygrana   | 2-0       | Michał Palmowski (0-0)          | TKO (Kolano w stójce i ciosy pięściami)                           | 1     | 2:36 | Ring XF - Lightweight Elimination | 11.06.2011 | Poddębice        | Półfinał turnieju Ring XF w wadze lekkiej.                             |
| Wygrana   | 1-0       | Jakub Szymański (0-3)           | TKO (ciosy pięściami)                                             | 1     | 2:40 | Ring XF - Lightweight Elimination | 11.06.2011 | Poddębice        | Debiut w zawodowym MMA. Ćwierćfinał turnieju Ring XF w wadze lekkiej.  |